# Doleschallia fulva
Doleschallia fulva är en fjärilsart som beskrevs av James John Joicey och Alfred Noakes 1915. Doleschallia fulva ingår i släktet Doleschallia och familjen praktfjärilar. Inga underarter finns listade i Catalogue of Life.